# Штрикнер, Герберт
Герберт Карл Штрикнер (нем. Herbert Strickner; 2 июня 1911, Инсбрук, Австро-Венгрия — 7 января 1951, Польша) — австрийский штурмбаннфюрер СС, служащий айнзацкоманды 1/V, действовавшей на территории оккупированной Польши, сотрудник Главного управления имперской безопасности (РСХА).

## Биография
Герберт Штрикнер родился 2 июня 1911 года в Инсбруке. Его отец был железнодорожником. Посещал начальную школу и в 1929 году сдал экзамены на аттестат зрелости. Впоследствии изучал теологию в университете Граца. С 1929 по 1931 год состоял в союзе Оберланд. 1 марта 1932 года вступил в НСДАП (билет № 897102). С летнего семестра 1932 года продолжил обучение в Лейпциге. В 1933 году бросил учёбу и покинул Австрию в связи с активным участием в нацистском движении. В Германии изучал журналистику, физическую культуру и историю в университете Лейпцига. В 1937 году получил учёную степень. Впоследствии работал учителем физкультуры.  
В июне 1938 года стал руководящим сотрудником СД и поступил на службу в оберабшнит СД «Северо-восток» в Кёнигсберге. Осенью 1939 года был зачислен в айнзацкоманду 1 в составе айнзацгруппы V, действовавшей в районе Позена и проводившей там многочисленные массовые расстрелы. С 1940 года служил в лейтабшните СД в Позене, где занимался составлением так называемого народного списка, в котором население Вартеланда делилось по расовым критериям. В октябре 1942 года возглавил отделение III B (народ Рейха) в Главном управлении имперской безопасности (РСХА). В июне 1943 года ему было присвоено звание штурмбаннфюрера СС. 
После окончания войны Штрикнер был арестован войсками союзников и 28 июня 1946 года экстрадирован в Польшу из американской зоны оккупации. 15 марта 1949 года был приговорён окружным судом в Познане к смертной казни. 7 января 1951 года приговор был приведён в исполнение.